# 亨妮·赖斯塔
亨妮·赖斯塔（挪威語：Henny Reistad，1999年2月9日—），生于奥斯陆，挪威女子手球运动员。她曾代表挪威国家队参加2020年夏季奥林匹克运动会手球比赛，获得一枚铜牌。